# 1-й истребительный авиационный дивизион (1-го формирования)
1-й истребительный авиационный дивизион (1-й иад-н) — воинская часть Военно-воздушных сил в РККА Вооружённых Сил РСФСР.

## История
1918 год
В октябре в Москве 1-й авиадивизион формировался на основе двух отдельных авиаотрядов 1-й советской боевой авиационной группы и трёх истребительных авиационных отрядов командиром дивизиона военным лётчиком И. У. Павловым.
В это время 1-я советская авиагруппа принимала участие в подавлении чехословацкого мятежа, который начался ещё 17 мая 1918.
Под напором превосходящих сил советских войск части Народной армии
Комитета членов Всероссийского учредительного собрания оставили в начале октября — Сызрань, Ставрополь, Самару.
В декабре 1-я истребительная авиагруппа приняла участие во взятии г.Уфы.
1919 год
В начале года после ликвидации мятежа чехословацкого корпуса 1-я авиагруппа прибыла в свой 1-й иадн, на Южный фронт. На вооружении 1-го иад-на состояли истребители «Ньюпор» (Nieuport) и ДН «Де Хэвилленды». На Южном фронте красные военные лётчики наносили удары по казакам атамана Всевеликого Войска Донского П. Н. Краснова (16 мая 1918 - 15 февраля 1919), бандам Махно. Против Махно действовали с аэродрома у ж.д. станций Купянск, Кременная и Алексеевка. 17 августа казаки прорвали фронт и захватил Алексеевку, на аэродроме авиаторы были вынуждены уничтожить часть имущества дивизиона, чтобы оно не досталось белым.
3-й авиаотряд 1-го иад-на летом участвовал во взятии г.Таганрога.
1920 год
Весной 1-й и 2-й отряды 1-го иад-на были переведены на Юго-Западный фронт для борьбы с белопольскими войсками. На этом фронте советские лётчики вели воздушные бои с польскими лётчиками, в ходе одного из таких боёв в районе г. Жлобина был сбит самолёт противника. При выполнении боевой задачи белорусском небе 5 мая 1920 г. командир 1-го авиадивизиона краснвоенлёт Г. С. Сапожников погиб.
За отличия в боях с врагами социалистического Отечества в июле 1-й иад-н был награждён Почётным Революционным Красным Знаменем ВЦИК.
1921 год
Революционный военный совет Республики 24 октября издал приказ о формировании советской 1-й воздушной истребительной эскадрильи на основе 1-го и 3-го истребительных авиадивизионов.
Осенью отряды 1-го иад-на воссоединились и он прибыл в г. Петроград для формирования советской 1-й воздушной истребительной эскадрильи.

## Полное наименование
1-й истребительный авиационный дивизион

## Подчинение
| Дата                     | Фронт                                                         | Армия | Корпус | Примечания |
| ------------------------ | ------------------------------------------------------------- | ----- | ------ | ---------- |
| октябрь 1918             | Московский военный округ, формирование управления в г. Москва |       |        |            |
| октябрь 1918-начало 1919 | 1-я советская авиагруппа дивизиона на Восточном фронте        |       |        |            |
| конец 1918-1919          | управление и другие части дивизиона на Южном фронте           |       |        |            |
| весна 1920               | 1-й и 2-й отряды дивизиона на Юго-Западном фронте             |       |        |            |

## Командование
- Командир дивизиона военный лётчик И. У. Павлов. (октябрь 1918 - …).[1]
- Командир дивизиона военный лётчик Г. С. Сапожников. (… - 5 мая 1920, погиб).[1]

## Состав
На октябрь 1918:
- Управление дивизиона в г. Москве, октябрь 1918 - ….[1]
- Два отдельных авиаотряда 1-й советской боевой авиационной группы. (октябрь 1918 - …).[1]
- Три истребительные авиационные отряда. (октябрь 1918 - …).[1]

На весну 1920:
- Управление дивизиона.
- 1-й авиаотряд.[1]
- 2-й авиаотряд.[1]
- 3-й авиаотряд.[1]

## Награды
- Почётное Революционное Красное Знамя ВЦИК за отличия в боях с врагами социалистического Отечества, июль 1920 г.[1]